# 徳島県道・香川県道34号石井引田線
徳島県道・香川県道34号石井引田線（とくしまけんどう・かがわけんどう34ごう いしいひけたせん）は、徳島県名西郡石井町から香川県東かがわ市に至る県道（主要地方道）である。

## 概要
徳島県上板町から香川県東かがわ市の間（旧県道103号上板引田線区間）は未供用区間である。
板野町内で徳島県道12号と接続するまでは東西方向の各道路を結ぶ道路として、交通量は多い。上板町内で徳島県道12号と別れてからは、道幅は狭いと言うわけではないものの、行き止まりのため道路の舗装は古く、落石が頻発している。県境近くまで上った所で「県道終点」の看板と共に県道は途切れる。徳島県側の県境付近までの1,155mは1980年までに陸上自衛隊によって整備された。
香川県内では、終点側から走行すると、行き止まりの近くまでは、集落を結ぶ走りやすい2〜1.5車線の道が伸びるが、こちらも行き止まりの道とあって道路の舗装は古い。県道102号を分岐した直後、急に1車線の細道となり、行き止まりまで続く。

### 路線データ
- 陸上距離：26.523 km（徳島県道18.931 km[2]、香川県道7.592 km）
- 起点：徳島県名西郡石井町石井字石井
- 終点：香川県東かがわ市引田

## 歴史
- 1959年（昭和34年）1月31日 - 徳島県道石井板野線、徳島県道六条羅漢線、徳島県道・香川県道上板引田線として認定[要出典]
- 1972年（昭和47年）3月10日 - 徳島県道124号石井板野線、徳島県道229号六条羅漢線、徳島県道・香川県道103号上板引田線として認定[要出典]
- 1982年（昭和57年）12月14日 - これらの県道（124号は一部区間）が徳島県道・香川県道34号 石井引田線として主要地方道に昇格[要出典][3]
- 1993年（平成5年）5月11日 - 建設省から、県道石井引田線が石井引田線として主要地方道に指定される[4]。

## 路線状況

### 重複区間
- 徳島県道122号板野川島線（徳島県名西郡石井町藍畑東覚円 - 徳島県板野郡上板町下六條）
- 徳島県道12号鳴門池田線（徳島県板野郡板野町羅漢吉田 - 徳島県板野郡上板町引野）
- 香川県道102号引田滝宮線（香川県東かがわ市川股 - 終点）

### 橋梁
- 六条大橋（吉野川）

## 地理

### 通過する自治体
- 徳島県
  - 名西郡
    - 石井町

  - 板野郡
    - 上板町
    - 板野町
    - 上板町
- 香川県
  - 東かがわ市

### 交差する道路
- 国道192号（国道318号重複）（徳島県名西郡石井町、起点）
- 徳島県道232号平島国府線（徳島県名西郡石井町高川原高川原）
- 徳島県道30号徳島鴨島線（徳島県名西郡石井町高川原高川原）
- 徳島県道15号徳島吉野線（鴨島方面は徳島県道122号板野川島線重複）（徳島県名西郡石井町藍畑東覚円）
- 徳島県道137号土成徳島線（徳島方面は徳島県道122号板野川島線重複）（徳島県板野郡上板町下六條）
- 徳島県道14号松茂吉野線（徳島県板野郡上板町椎本）
- 徳島県道12号鳴門池田線（徳島県板野郡板野町羅漢吉田）
- 徳島県道234号高瀬神宅線（徳島県板野郡上板町神宅）
- 徳島県道102号引田滝宮線（徳島県板野郡上板町神宅）
- 徳島県道12号鳴門池田線（徳島県板野郡上板町引野）
県境・未供用区間
- 香川県道102号引田滝宮線（香川県東かがわ市川股）
- 香川県道121号川股馬宿線（香川県東かがわ市川股）
- 国道11号（国道377号重複）（香川県東かがわ市引田・大川橋西詰交差点、終点）

## ギャラリー

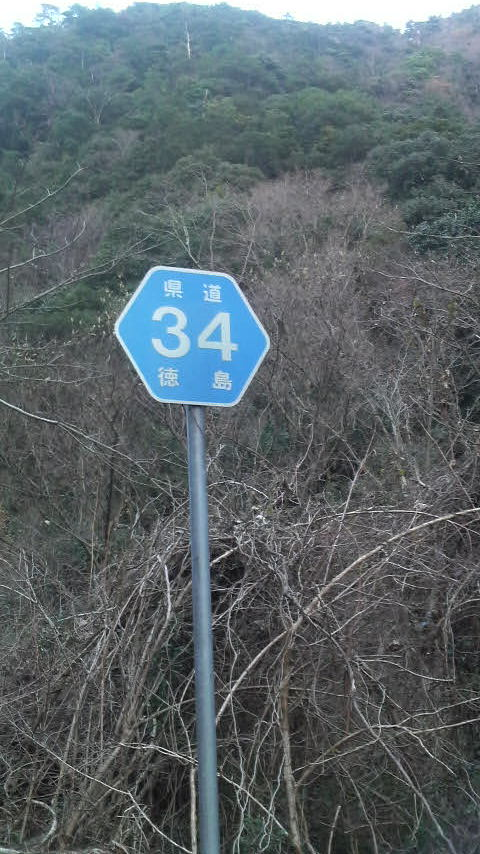
県道標識（徳島県側） （徳島県板野郡上板町泉谷字野神）
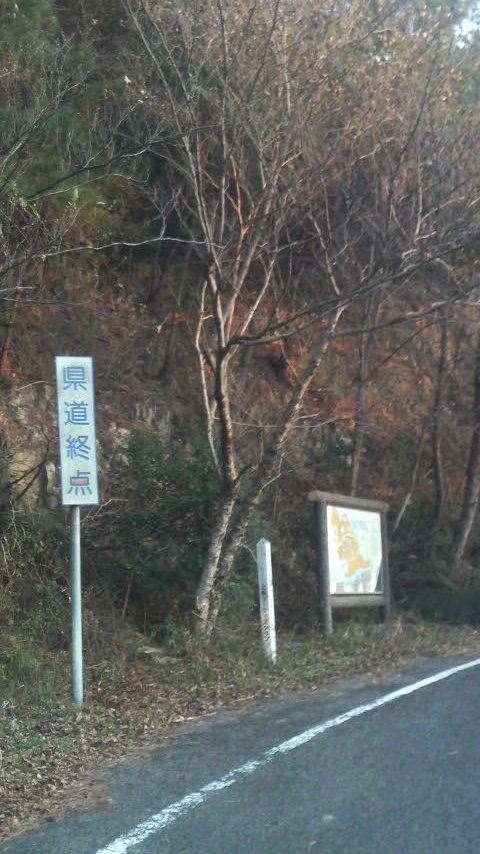
「県道終点」標識
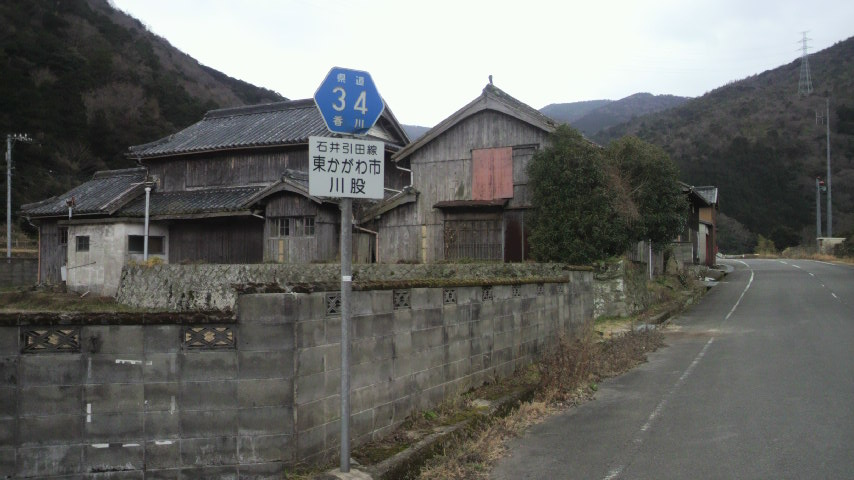
県道標識（香川県側） （香川県東かがわ市川股）
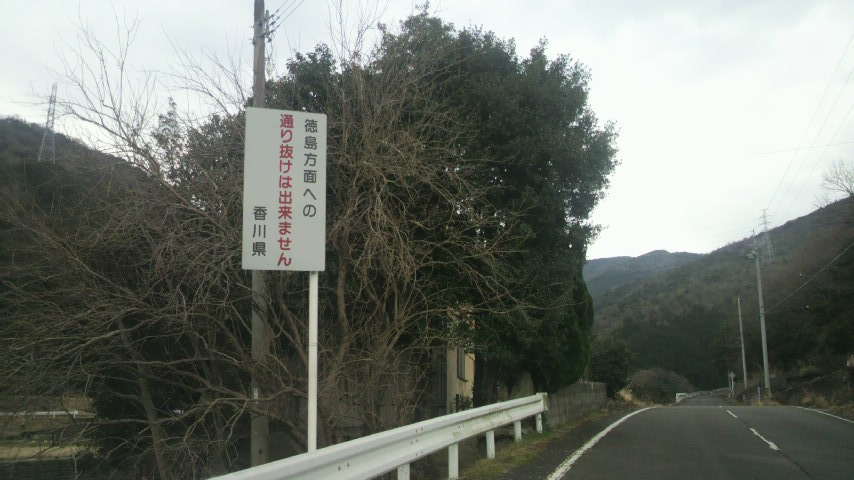
徳島県へ通り抜け出来ないことを示す標識